# 于汝民
于汝民（1949年—），河北沧县人，汉族，中华人民共和国政治人物，第十一届全国人民代表大会天津地区代表。

## 生平
毕业于上海海运学院水运管理系。中国共产党党员。2008年，当选为全国人大代表。
1996年任天津港务局副局长，天津港保税区工委副书记、管委会副主任。2004年，天津港务局改制转型为天津港集团，历任总裁、党委书记、董事长。2013年退休。2017年被查。